# Standardization Administration of China
Le Standardization Administration of China (SAC) est un organisme de normalisation chinois formé en avril 2001. SAC représente les intérêts de la Chine dans l'Organisation internationale de normalisation (ISO), la Commission électrotechnique internationale (CEI) et d'autres organismes de normalisations internationaux et régionaux.